# Luigi Centurioni

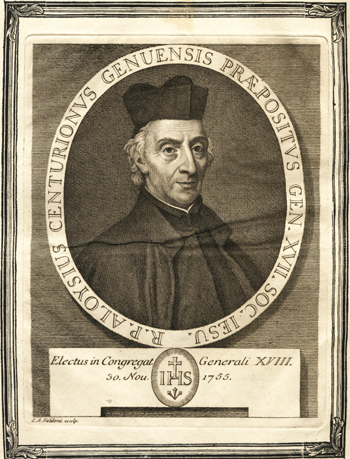
Luigi Centurioni

Alessandro Luigi Centurioni (* 29. August 1686 in Genua; † 2. Oktober 1757 in Rom) war der 17. General der Societas Jesu.

## Leben
Als der 16. Ordensgeneral Ignazio Visconti am 4. Mai 1755 starb, wählte die Generalversammlung am 30. November desselben Jahres Centurioni zu ihrem 17. General.
Luigi Centurioni starb am 2. Oktober 1757 in Rom.